# Immediatament perillós per a la vida o la salut
La denominació d'immediatament perillós per a la vida o la salut prové d'Immediately Dangerous to Life or Health o IDLH definida pel National Institute for Occupational Safety and Health (Institut Nacional de Seguretat i Salut Ocupacional o NIOSH) com l'exposició a contaminants en l'aire que és "probable que causi la mort o efectes adversos permanents per a la salut de forma immediata o retardada o dificulti escapar d'aquest entorn". Els exemples inclouen el fum o altres gasos tòxics en concentracions prou altes. Es calcula utilitzant la DL50 o la CL50.
L'Occupational Safety and Health Administration (Administració de Seguretat i Salut o OSHA) en la regulació (1910.134 (b)) defineix el terme com "una atmosfera que representa una amenaça immediata per la vida, o podria causar efectes adversos a la salut irreversibles, o podria afectar la capacitat d'una persona per escapar d'una atmosfera perillosa".